# Estero Yali
Estero Yali är ett vattendrag i Chile. Det ligger i den södra delen av landet, 110 km väster om huvudstaden Santiago de Chile.
Trakten runt Estero Yali består till största delen av jordbruksmark. Runt Estero Yali är det glesbefolkat, med 13 invånare per kvadratkilometer.